# Kenny Easterday
Kenneth "Kenny" Easterday, född 7 december 1973 i Pittsburgh, Pennsylvania, död 12 februari 2016, var en amerikansk man som föddes med en ovanlig sjukdom, sacral agenesi, som gjorde att hans ryggrad och underkropp var kraftigt underutvecklad. Hans ben amputerades när han var sex månader gammal. 
Easterday vägrade använda proteser och föredrog att gå på sina händer eller ta sig fram med hjälp av sin skateboard. Han blev känd 1988 då han spelade huvudrollen, en fiktiv version av sig själv, i filmen The Kid Brother (även känd som Kenny, regisserad av Claude Gagnon). Senare syntes han regelbundet på The Jerry Springer Show. 2010 syntes han i TV-programmet "The Man with Half a Body".
Easterday avled den 12 februari 2016, vid 42 års ålder.